# Pierre Prosper Chabrol
Pour les articles homonymes, voir Chabrol.
Pierre Prosper Chabrol (né à Limoges le 1er février 1812 et mort au Palais-Royal le 9 mars 1875) est un architecte français.

## Biographie
Fils d’un entrepreneur, frère du président du conseil des prud'hommes de Limoges, Prosper Chabrol est élève de l'architecte Achille Leclère et à l'école des beaux-arts de Paris.
Il réalise la construction de l'église, l'école et la salle d'asile de La Grand-Combe dans le diocèse de Nîmes entre 1837 et 1860. Prosper Chabrol est chargé de la reconstruction de l'école vétérinaire de Maisons-Alfort en 1839. Il est, en 1840, l'un des membres fondateurs de la Société centrale des architectes.
En 1842, il est désigné architecte diocésain de Tulle et de Limoges. Il prit part à la reconstruction des Cathédrales de Tulle et de Limoges. De 1852 à 1859, il construit le grand séminaire de Tulle, et débute la reconstruction de celui de Limoges.
Il aménage l'école vétérinaire de Lyon de 1845 à 1858. En 1849, il est nommé architecte du Palais-Royal, qu'il restaure jusqu'en 1860. Il est chargé d'aménager le Palais-Royal pour Jérôme Bonaparte, il exécute la façade du Théâtre français et du grand foyer, ainsi que le Salon de la Fontaine, la chapelle néo-gothique, l'Aile Montpensier, le Petit Salon, la Bibliothèque (Salle des colonnes), ...
En 1852, il est chargé des manufactures des Gobelins et de Beauvais et de la chapelle de la rue d'Anjou. De 1860 à 1864, il effectue d’importantes modifications à la Comédie-Française : il agrandit le théâtre vers le sud, ainsi que le foyer du public, et construit un vestibule, l'escalier monumental, l'ensemble des dépendances de l'administration du théâtre, la Salle Richelieu, etc.
Entre 1872 et 1875, il débute l'installation du Conseil d'État au Palais-Royal, et aménagea entre autres la Salle du contentieux, la Salle Napoléon, la Salle de l'Assemblée générale, la Salle de la section de l'Intérieur. Son fils Wilbrod prendra sa suite.
Il est désigné architecte du Mobilier national en 1873. Il est fait chevalier de la Légion d'honneur en 1853, puis officier en 1867.
Prosper Chabrol est le père de l'architecte Wilbrod Chabrol et de Guillaume-Pierre-Prosper Chabrol, polytechnicien et conseiller d'État, ainsi que le beau-père de Venant Antoine Léon Legouest.

## Ouvrages
- 1837-1860 : église Notre-Dame de l'Immaculée Conception, école et salle d'asile de La Grand-Combe.
- 1839 : école vétérinaire de Maisons-Alfort.
- 1845-1858 : Clos des Deux-Amants (École vétérinaire de Lyon). Il construit la chapelle qui remplace l'église de l'Observance[12].
- 1852-1859 : Grand séminaire de Tulle.
- 1852-1875 : restauration et aménagements du Palais-Royal (aménagements pour Jérôme Bonaparte, façade du Théâtre français, grand foyer, Salon de la Fontaine, chapelle néo-gothique, installation du Conseil d'État, ...)
- 1860-1864 : aménagements de la Comédie-Française (agrandissement du théâtre, foyer du public, vestibule, escalier monumental, ...)

## Sources
- Chabrol (François-Wilbrod), dans La grande encyclopédie : inventaire raisonné des sciences, des lettres et des arts. Tome 10 1885-1902
- Charles Bauchal, Nouveau dictionnaire biographique et critique des architectes français, 1887
- Jean-Michel Leniaud, Répertoire des architectes diocésains du XIXe siècle, 2003
- Marc Sanson, Le Conseil d'État au Palais-Royal: architecture, décors intérieurs, 2006